# بحران انرژی

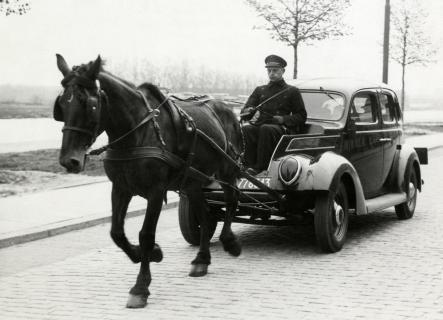
کمبود بنزین در جنگ جهانی دوم باعث تجدید حیات حمل و نقل اسبی و واگنی شد.

بحران انرژی یا کمبود انرژی هر گلوگاه مهمی در تأمین منابع انرژی یک اقتصاد است. در ادبیات علمی، بحران انرژِی اغلب به یکی از منابع انرژی مورد استفاده در زمان و مکان معین اشاره می‌کند، به‌ویژه آن‌هایی که شبکه‌های برق ملی را تأمین می‌کنند یا آن‌هایی که به عنوان سوخت در توسعه صنعتی و رشد جمعیت استفاده می‌شوند. رشد جمعیتی منجر به افزایش تقاضای جهانی برای انرژی در سال‌های اخیر و خصوصاً در دهه ۲۰۰۰ میلادی شده. این تقاضای جدید - همراه با تنش در خاورمیانه، کاهش ارزش دلار آمریکا، کاهش ذخایر نفت، نگرانی‌ها در مورد اوج نفت و حدس و گمان دربارهٔ قیمت نفت - باعث بحران انرژی در دهه ۲۰۰۰ و افزایش قیمت نفت شد.

## علل و دلایل بحران انرژی
بیشتر بحران‌های انرژی ناشی از کمبودهای محلی، جنگ‌ها و دستکاری بازار بوده‌است. برخی استدلال کرده‌اند که اقدامات دولت‌ها مانند افزایش مالیات، ملی کردن شرکت‌های انرژی و تنظیم بخش انرژی، عرضه و تقاضای انرژی را از تعادل اقتصادی آن دور می‌کند. با این حال، بحران تاریخی اخیر انرژی که در زیر ذکر شده‌است ناشی از چنین عواملی نبوده‌است. شکست بازار زمانی امکان‌پذیر است که دستکاری انحصاری بازارها رخ دهد. یک بحران می‌تواند به دلیل اقدامات صنعتی مانند اعتصابات سازمان یافته اتحادیه‌ها و تحریم‌های دولتی ایجاد شود. علت ممکن است مصرف بیش از حد، زیرساخت‌های قدیمی، اختلال در «choke point» یا تنگناها در پالایشگاه‌های نفت و تأسیسات بندری باشد که عرضه سوخت را محدود می‌کنند. در زمستان‌های بسیار سرد نیز به دلیل افزایش مصرف انرژی، شرایط اضطراری ایجاد می‌شود.
نوسانات و دستکاری‌های زیاد در مشتقات انرژی آتی می‌تواند تأثیر قابل توجهی بر قیمت داشته باشد. بانک‌های سرمایه‌گذاری بزرگ تا می ۲۰۱۲ ۸۰ درصد از مشتقات نفتی را کنترل می‌کنند، در حالی که یک دهه قبل کنترل آنان حدود ۳۰ درصد بود. این افزایش به بهبود تولید انرژی جهانی از 117687 TWh در سال ۲۰۰۰ به 143851TWh در سال ۲۰۰۸ کمک کرد. محدودیت‌های تجارت آزاد برای مشتقات می‌تواند این روند رشد در تولید انرژی را معکوس کند. هانی حسین، وزیر نفت کویت، در مصاحبه با Upstream اظهار داشت: «بر اساس تئوری عرضه و تقاضا، قیمت نفت امروز توجیه نمی‌شود».
خرابی خط لوله و سایر حوادث ممکن است باعث وقفه‌های جزئی در تأمین انرژی شود. ممکن است پس از آسیب به زیرساخت‌های ناشی از آب و هوای شدید، یک بحران ظاهر شود. حملات تروریست‌ها یا شبه‌نظامیان به زیرساخت‌های مهم یک مشکل احتمالی برای مصرف‌کنندگان انرژی است و حمله موفقیت‌آمیز به تأسیسات خاورمیانه به‌طور بالقوه باعث کمبود جهانی می‌شود. رویدادهای سیاسی، به عنوان مثال، هنگامی که دولت‌ها به دلیل تغییر رژیم تغییر می‌کنند، فروپاشی سلطنت، اشغال نظامی و کودتا ممکن است تولید نفت و گاز را مختل کرده و کمبود ایجاد کند. کمبود سوخت نیز می‌تواند به دلیل استفاده بیش از حد و بی فایده از سوخت‌ها باشد.

## نمونه بحران‌های تاریخی
- کره شمالی سال هاست که کمبود انرژی داشته‌است.
- زیمبابوه سال هاست که به دلیل سوء مدیریت مالی با کمبود منابع انرژی مواجه بوده‌است.

### قرن ۲۰
- بحران انرژی دهه ۱۹۷۰ - ناشی از اوج‌گیری تولید نفت در کشورهای بزرگ صنعتی (آلمان، ایالات متحده، کانادا و غیره) و تحریم‌های سایر تولیدکنندگان
  - بحران نفت ۱۹۷۳ - ناشی از تحریم صادرات نفت OAPEC توسط بسیاری از کشورهای عمده تولیدکننده نفت عرب، در پاسخ به حمایت غرب از اسرائیل در طول جنگ یوم کیپور.
  - بحران انرژی ۱۹۷۹ - ناشی از انقلاب ایران
- شوک قیمت نفت در سال ۱۹۹۰ - ناشی از جنگ خلیج فارس

### دهه ۲۰۰۰
- اعتراضات ۲۰۰۰ سوخت در بریتانیا در سال ۲۰۰۰ به دلیل افزایش قیمت نفت خام همراه با مالیات نسبتاً بالا بر سوخت جاده‌ها در بریتانیا بود.
- بحران انرژی دهه ۲۰۰۰ - از سال ۲۰۰۳، افزایش قیمت‌ها ناشی از افزایش مداوم تقاضای جهانی نفت همراه با رکود تولید، کاهش ارزش دلار آمریکا و هزاران علت ثانویه دیگر بود.
- ۲۰۰۰–۲۰۰۱ بحران برق کالیفرنیا - ناشی از دستکاری بازار توسط انرون و مقررات زدایی ناموفق. منجر به قطعی برق در مقیاس بزرگ شد
- ۲۰۰۰–۲۰۰۸ بحران گاز طبیعی آمریکای شمالی
- بحران انرژی ۲۰۰۴ در آرژانتین
- ۲۰۰۵، ۲۰۰۸ چین با کمبود شدید انرژی در اواخر سال ۲۰۰۵ و دوباره در اوایل سال ۲۰۰۸ مواجه شد. در طول بحران اخیر، چینی‌ها آسیب شدیدی به شبکه‌های برق همراه با کمبود گازوئیل و زغال‌سنگ متحمل شدند.[۵] پیش‌بینی می‌شود که عرضه برق در استان گوانگدونگ، مرکز تولید چین، حدود ۱۰ گیگاوات کاهش یابد.[۶] در سال ۲۰۱۱ پیش‌بینی می‌شد چین در سه‌ماهه دوم کسری برق بین ۴۴٫۸۵ تا ۴۹٫۸۵ گیگاوات داشته باشد.[۷]
- ۲۰۰۷ شورش‌های سیاسی در جریان اعتراضات ضد دولتی برمه در سال ۲۰۰۷ با افزایش قیمت انرژی آغاز شد.

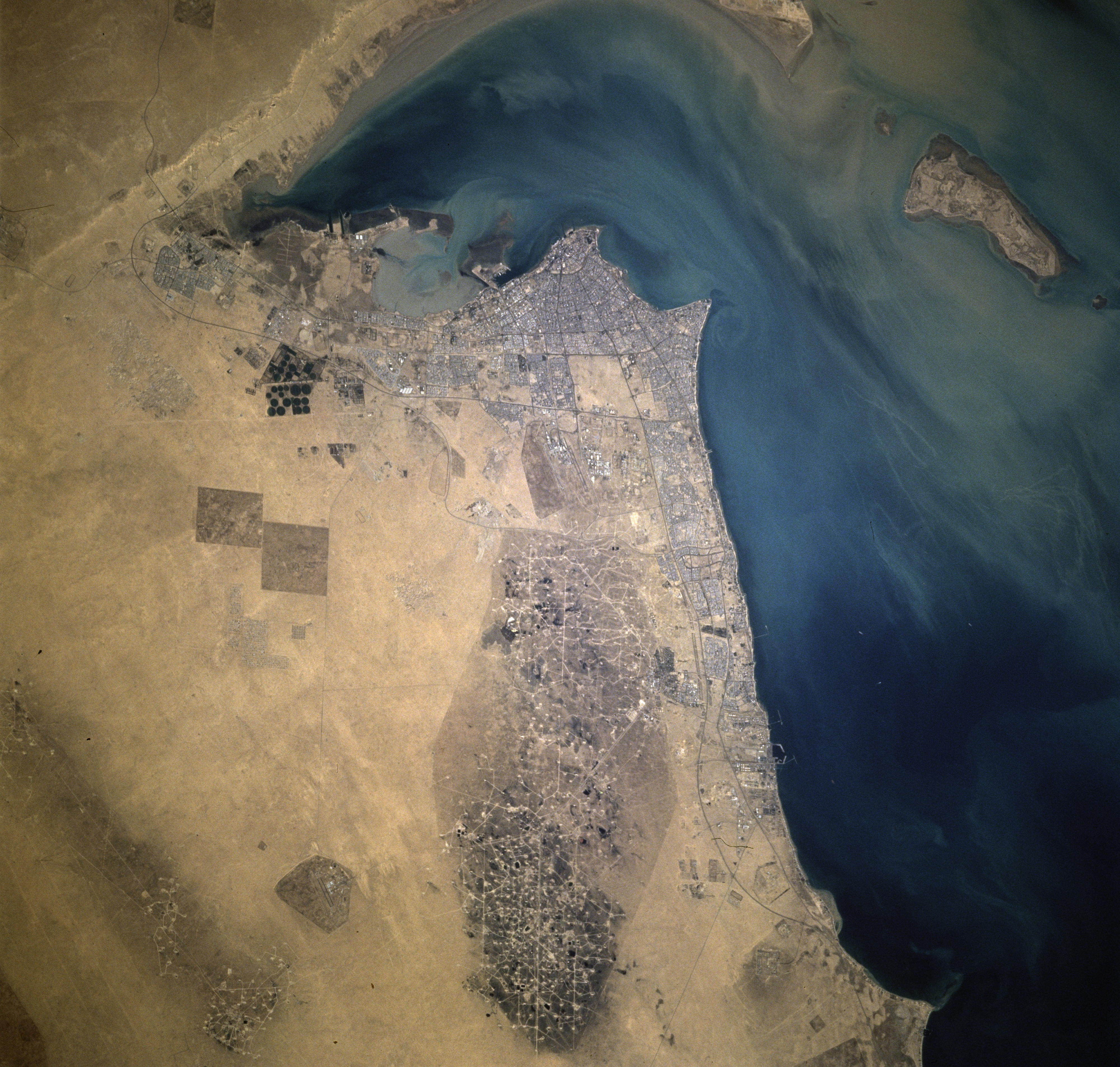
میدان نفتی بورگان کویت، دومین میدان نفتی بزرگ جهان

- بحران انرژی ۲۰۰۸ در آسیای مرکزی، ناشی از دمای غیرعادی سرد و سطح پایین آب در منطقه ای وابسته به برق آبی. در همان زمان رئیس‌جمهور آفریقای جنوبی نگرانی‌ها از بحران طولانی مدت برق در آفریقای جنوبی را برطرف می‌کرد.[۸]
- ۲۰۰۸. در ماه فوریه، رئیس‌جمهور پاکستان برنامه‌هایی را برای مقابله با کمبود انرژی که (با وجود داشتن ذخایر قابل توجه هیدروکربنی) در حال رسیدن به مرحله بحران بود را اعلام کرد.[۹] در آوریل ۲۰۱۰، دولت پاکستان سیاست ملی انرژی پاکستان را اعلام کرد، که تعطیلات رسمی آخر هفته را تمدید کرد و چراغ‌های نئون را در پاسخ به کمبود فزاینده برق ممنوع کرد.[۱۰]
- ۲۰۰۸ بحران انرژی آفریقای جنوبی. بحران آفریقای جنوبی منجر به افزایش شدید قیمت پلاتین در فوریه ۲۰۰۸ و کاهش تولید طلا شد.[۱۱] و تا سال ۲۰۲۲ همچنان ادامه دارد.

### دهه ۲۰۱۰
- ۲۰۱۲ بحران سوخت بریتانیا
- ۲۰۱۵ - نپال در سال ۲۰۱۵ هنگامی که هند محاصره اقتصادی نپال را اعمال کرد، یک بحران انرژی بزرگ را تجربه کرد. نپال با کمبود انواع فرآورده‌های نفتی و مواد غذایی مواجه بود که به شدت اقتصاد نپال را تحت تأثیر قرار داد.
- ۲۰۱۷ - بحران برق غزه نتیجه تنش‌ها بین حماس، که بر نوار غزه حکومت می‌کند، و تشکیلات خودگردان فلسطین / فتح، که بر کرانه باختری بر درآمد مالیات گمرکی، تأمین مالی نوار غزه و قدرت سیاسی حکومت می‌کند، است. ساکنان برای چند ساعت در روز بر اساس برنامه‌ای خاموشی برق دریافت می‌کنند.[۱۲][۱۳][۱۴][۱۵]
- بحران انرژی کالیفرنیا ۲۰۱۹

### دهه ۲۰۲۰

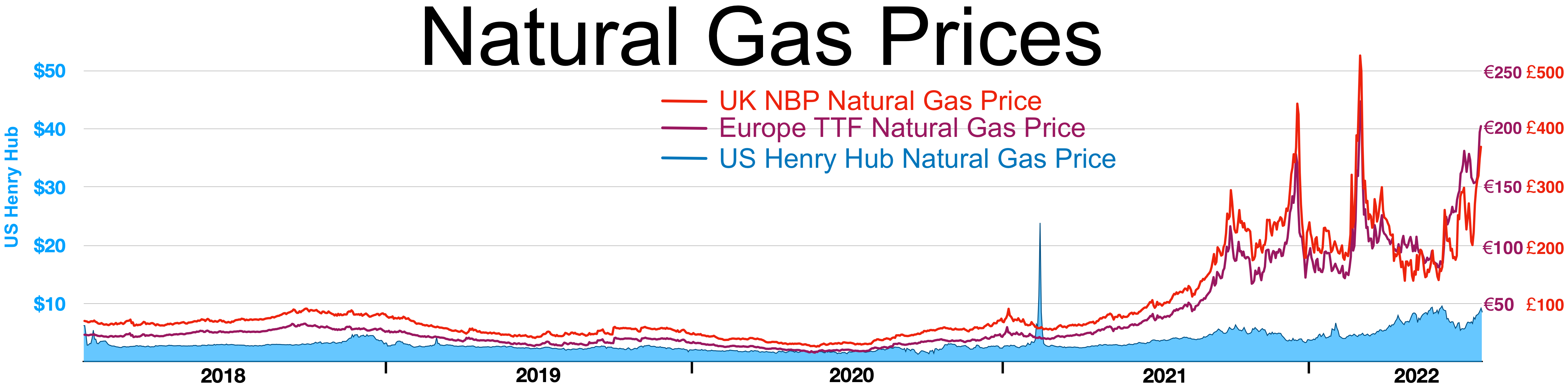
نمودار تاریخی قیمت گاز طبیعی در اروپا و ایالات متحده

- ۲۰۲۲- آژانس بین‌المللی انرژی: «اروپا زمستان سال آینده با کمبود گاز مواجه خواهد بود. آژانس بین‌المللی انرژی به در کمین بودن بحران کمبود گاز در اروپا طی زمستان ۲۰۲۳-۲۰۲۴ هشدار داد.»[۱۶]

- ۲۰۲۲- بحران انرژی اروپا با اختلاف نظر سقف قیمت گاز: «بحران انرژی اروپا با اختلاف نظر در مورد سقف قیمت گاز مورد تهدید قرار گرفت. اختلاف نظر بر سر سقف قیمت گاز راه‌حل‌های بحران انرژی اتحادیه اروپا را تهدید می‌کند. به گزارش بازار نفت و گاز، چهار کشور اتحادیه اروپا تهدید کرده‌اند که بسته اقداماتی را که برای مقابله با بحران انرژی فعلی طراحی شده است، از مسیر خارج خواهند کرد.»[۱۷]
- ۲۰۲۲- بی‌بی‌سی فارسی نوشت: «وزیر نفت آلمان و برخی از مقامات مذاکره‌کننده بارها به اروپا هشدار داده‌اند که زمستان سخت در حال فرا رسیدن برای اروپاست و ایران می‌تواند با رفع تحریم‌ها در امنیت انرژی اروپا نقش فعالی ایفا نماید و تا حدی جایگزین روسیه در بازار انرژی اروپا شود.»[۱۸]

### تلاش‌ها برای کاهش اثرات بحران
برای جلوگیری از پیامدهای جدی اجتماعی و اقتصادی که کاهش تولید جهانی نفت می‌تواند به همراه داشته باشد، گزارش هیرش (Hirsch report) در سال ۲۰۰۵ بر نیاز به یافتن جایگزین‌ها، حداقل ۱۰ تا ۲۰ سال قبل از اوج نفت، و حذف تدریجی استفاده از نفت در آن زمان تأکید کرده. اقدمات کاهشی می‌تواند شامل صرفه جویی در انرژی، جایگزینی سوخت و استفاده از نفت غیر متعارف باشد. از آنجایی که کاهش می‌تواند استفاده از منابع سنتی نفت را کاهش دهد، همچنین می‌تواند بر زمان اوج نفت و شکل منحنی هابرت (Hubbert curve) تأثیر بگذارد.
سیاست‌های انرژی کشورها ممکن است اصلاح شود و منجر به شدت مصرف انرژی بیشتری شود، برای مثال در ایران با طرح سهمیه بندی گاز در سال ۲۰۰۷ میلادی، کانادا و برنامه ملی انرژی و در ایالات متحده با قانون استقلال و امنیت انرژی در سال ۲۰۰۷ که قانون انرژی پاک نیز نامیده می‌شود. یکی دیگر از اقدامات کاهشی، راه اندازی انباری از ذخایر سوخت ایمن مانند ذخیره استراتژیک نفت ایالات متحده در مواقع اضطراری ملی است. سیاست انرژی چین نیز شامل اهداف مشخصی در برنامه‌های ۵ ساله آنها است.